# マクベス (交響詩)
音詩『マクベス』（Macbeth）作品23は、リヒャルト・シュトラウスが作曲した最初の交響詩。シュトラウスの他の交響詩に比べて演奏や録音は少ない。

## 作曲の経緯
シェイクスピアの『マクベス』を題材として、1886年から1889年にかけて作曲された。作曲者自身が作曲面において「完全に新しい道」を切り拓いたと自負した作品だったが、初演で好評を得られず、完成から2年後の1891年、2作目の交響詩『ドン・ファン』で成功を収めた後に改訂された〔そのため作品番号が『ドン・ファン』より後になっている〕。

## 初演
- 第1稿：1890年10月13日、ヴァイマルにて作曲者自身の指揮によって初演された。
- 最終稿：1892年2月29日、ベルリンにて作曲者自身の指揮によって初演された。

## 楽器編成
3管編成（下表）
| 木管 | 木管                   | 金管 | 金管                   | 打    | 打                        | 弦   | 弦 |
| ---- | ---------------------- | ---- | ---------------------- | ----- | ------------------------- | ---- | -- |
| Fl.  | 3（3番はPicc.持替）    | Hr.  | 4 (F管)                | Timp. | ●                         | Vn.1 | ●  |
| Ob.  | 2, E.Hr. 1             | Trp. | 3 (F管), B.Tp. 1 (D管) | 他    | Cymb., Tom., B.Dr., S.Dr. | Vn.2 | ●  |
| Cl.  | 2 (B管), B.Cl. 1 (B管) | Trb. | 3                      | 他    | Cymb., Tom., B.Dr., S.Dr. | Va.  | ●  |
| Fg.  | 2, C.Fg. 1             | Tub. | 1                      | 他    | Cymb., Tom., B.Dr., S.Dr. | Vc.  | ●  |
| 他   |                        | 他   |                        | 他    | Cymb., Tom., B.Dr., S.Dr. | Cb.  | ●  |

## 曲の構成
外形はニ短調、ソナタ形式で作曲されている。アレグロ・ウン・ポコ・マエストーソ。演奏時間は約20分。
シュトラウスの他のどの作品よりも徹底して改訂されており、もっぱら展開部と再現部に集中的に手が加えられた。これらの改訂は、当時の作曲者が、伝えたい内容と音楽形式との均衡をとるのにどれほど悪戦苦闘を重ねたかを示している。
『ニューグローブ音楽大事典』の項目執筆者ブライア・ギリアムは、本作品について次のようにまとめている。

## 註記
1. 1 2  MacDonald, New Grove (2001), 24:506.
2. ↑  MacDonald, New Grove (2001), 24:805.